# Temporada 1964 de Fórmula 1
Resultats de la 15ª temporada (1964) de la Fórmula 1.

## Sistema de puntuació
S'adjudicaven punts als sis primers llocs (9, 6, 4, 3, 2 i 1). Ja no es donen punts per la volta més ràpida. Per al recompte final del campionat només es tenien en compte els sis millors resultats dels deu possibles.
També és puntuable per al Campionat del món de constructors.

## Curses
| Rnd | Cursa                        | Data          | Circuit            | Pilot           | Equip            | Resultats |
| --- | ---------------------------- | ------------- | ------------------ | --------------- | ---------------- | --------- |
| 1   | Gran Premi de Mònaco         | 10 de maig    | Mònaco             | Graham Hill     | BRM              | Resultats |
| 2   | Gran Premi d'Holanda         | 24 de maig    | Zandvoort          | Jim Clark       | Lotus - Climax   | Resultats |
| 3   | Gran Premi de Bèlgica        | 14 de juny    | Spa-Francorchamps  | Jim Clark       | Lotus - Climax   | Resultats |
| 4   | Gran Premi de França         | 28 de juny    | Rouen-Les-Essarts  | Dan Gurney      | Brabham - Climax | Resultats |
| 5   | Gran Premi del Regne Unit    | 11 de juliol  | Brands Hatch       | Jim Clark       | Lotus - Climax   | Resultats |
| 6   | Gran Premi d'Alemanya        | 2 d'agost     | Nürburgring        | John Surtees    | Ferrari          | Resultats |
| 7   | Gran Premi d'Àustria         | 23 d'agost    | Zeltweg            | Lorenzo Bandini | Ferrari          | Resultats |
| 8   | Gran Premi d'Itàlia          | 6 de setembre | Monza              | John Surtees    | Ferrari          | Resultats |
| 9   | Gran Premi dels Estats Units | 4 d'octubre   | Watkins Glen       | Graham Hill     | BRM              | Resultats |
| 10  | Gran Premi de Mèxic          | 25 d'octubre  | Hermanos Rodríguez | Dan Gurney      | Brabham - Climax | Resultats |

## Posició final del Campionat de constructors de 1964
| Pos. | Equip                    | Punts |
| ---- | ------------------------ | ----- |
| 1    | Ferrari                  | 45    |
| 2    | BRM                      | 42    |
| 3    | Lotus - Climax           | 37    |
| 4    | Brabham - Climax         | 30    |
| 5    | Cooper - Climax          | 16    |
| 6    | Brabham - BRM            | 7     |
| 7    | BRP - BRM                | 5     |
| 8    | Lotus - BRM              | 3     |
| 9    | Derrington-Francis - ATS | 0     |
| 10   | Honda                    | 0     |
| 11   | Porsche                  | 0     |
| 12   | Scirocco - Climax        | 0     |
| 13   | Brabham-Ford             | 0     |

## Posició final del Campionat de pilots de 1964
| Pos. | Pilot                   | N° | País          | Punts   | Victòries | Podis | Poles |
| ---- | ----------------------- | -- | ------------- | ------- | --------- | ----- | ----- |
| 1    | John Surtees            | 7  | Regne Unit    | 40      | 2         | 6     | 2     |
| 2    | Graham Hill             | 3  | Regne Unit    | 39 (41) | 2         | 5     | 1     |
| 3    | Jim Clark               | 1  | Regne Unit    | 32      | 3         | 3     | 5     |
| 4    | Richie Ginther          | 4  | EUA           | 23      |           | 2     |       |
| 5    | Lorenzo Bandini         | 8  | Itàlia        | 23      | 1         | 4     |       |
| 6    | Dan Gurney              | 6  | EUA           | 19      | 2         | 2     | 2     |
| 7    | Bruce McLaren           | 9  | Nova Zelanda  | 13      |           | 2     |       |
| 8    | Peter Arundell          | 4  | Regne Unit    | 11      |           | 2     |       |
| 9    | Jack Brabham            | 5  | Austràlia     | 11      |           | 2     |       |
| 10   | Jo Siffert              | 22 | Suïssa        | 7       |           | 1     |       |
| 11   | Bob Anderson            | 22 | Regne Unit    | 5       |           | 1     |       |
| 12   | Innes Ireland           | 11 | Regne Unit    | 4       |           |       |       |
| 13   | Tony Maggs              | 19 | Sud-àfrica    | 4       |           |       |       |
| 14   | Mike Spence             | 2  | Regne Unit    | 4       |           |       | 1     |
| 15   | Jo Bonnier              | 16 | Suècia        | 3       |           |       |       |
| 16   | Walt Hansgen            | 17 | EUA           | 2       |           |       |       |
| 17   | Maurice Trintignant     | 48 | França        | 2       |           |       |       |
| 18   | Chris Amon              | 15 | Nova Zelanda  | 2       |           |       |       |
| 19   | Pedro Rodríguez         | 18 | Mèxic         | 1       |           |       |       |
| 20   | Phil Hill               | 10 | EUA           | 1       |           |       |       |
| 21   | Mike Hailwood           | 14 | Regne Unit    | 1       |           |       |       |
| 22   | Trevor Taylor           | 12 | Regne Unit    | 1       |           |       |       |
| 23   | Jochen Rindt            | 12 | Àustria       |         |           |       |       |
| 24   | John Love               | 24 | Zimbàbue      |         |           |       |       |
| 25   | John Taylor             | 22 | EUA           |         |           |       |       |
| 26   | Ludovico Scarfiotti     | 6  | Itàlia        |         |           |       |       |
| 27   | Peter Revson            | 38 | EUA           |         |           |       |       |
| 28   | Ronnie Bucknum          | 25 | EUA           |         |           |       |       |
| 29   | Moises Solana           | 17 | Mèxic         |         |           |       |       |
| 30   | Giancarlo Baghetti      | 30 | Itàlia        |         |           |       |       |
| 31   | Ian Raby                | 23 | Regne Unit    |         |           |       |       |
| 32   | Mario de Araujo Cabral  | 50 | Portugal      |         |           |       |       |
| 33   | Andre Pilette           | 28 | Bèlgica       |         |           |       |       |
| 34   | Bernard Collomb         | 28 | França        |         |           |       |       |
| 35   | Carel Godin de Beaufort | 28 | Països Baixos |         |           |       |       |
| 36   | Edgar Barth             | 12 | Alemanya      |         |           |       |       |
| 37   | Frank Gardner           | 26 | Austràlia     |         |           |       |       |
| 38   | Gerhard Mitter          | 23 | Alemanya      |         |           |       |       |
| 39   | Geki                    | 36 | Itàlia        |         |           |       |       |
| 40   | Hap Sharp               | 23 | EUA           |         |           |       |       |